# Castelul Montsoreau
Castelul Montsoreau (în franceză Château de Montsoreau) este un castel francez în stil renascentist de pe Valea Loarei, construit direct în albia râului Loara. Acesta este situat în micul târg Montsoreau, în departamentul Maine-et-Loire din Franța. Începând cu 8 aprilie 2016, Castelul Montsoreau a devenit sediu pentru colecția extraordinară Philippe Méaille a conceptualiștilor radicali Art & Language și a fost redenumit Muzeul de Artă Contemporană - Castelul Montsoreau.
Castelul Montsoreau are o poziție excepțională la confluența a două râuri, Loara și Vienne, și la punctul de întâlnire al trei regiuni istorice: Anjou, Poitou și Touraine. O clădire de tranziție între castelul fortificat și palatul urban, are particularitatea de a fi singurul castel din Loire construit direct pe albia râului.
Castelul de Montsoreau a fost imortalizat în mai multe rânduri, în special de Alexandre Dumas în romanul său Doamna de Monsoreau, scris între 1845 și 1846, de J. M. W. Turner într-o acuarelă reprezentând castelul și promontoriul de la confluența râurilor Loara și Vienne, de François Rabelais din Gargantua, care i-a oferit lui Montsoreau o recompensă pentru Ithybole după victoria sa și de Auguste Rodin, care l-a idealizat într-un desen păstrat la muzeul Rodin.
Clasificat ca monument istoric în 1862, este listat în Locurile din Patrimoniul Mondial de către UNESCO ca parte din Valea Loarei între Sully-sur-Loire și Chalonnes.

## Etimologie

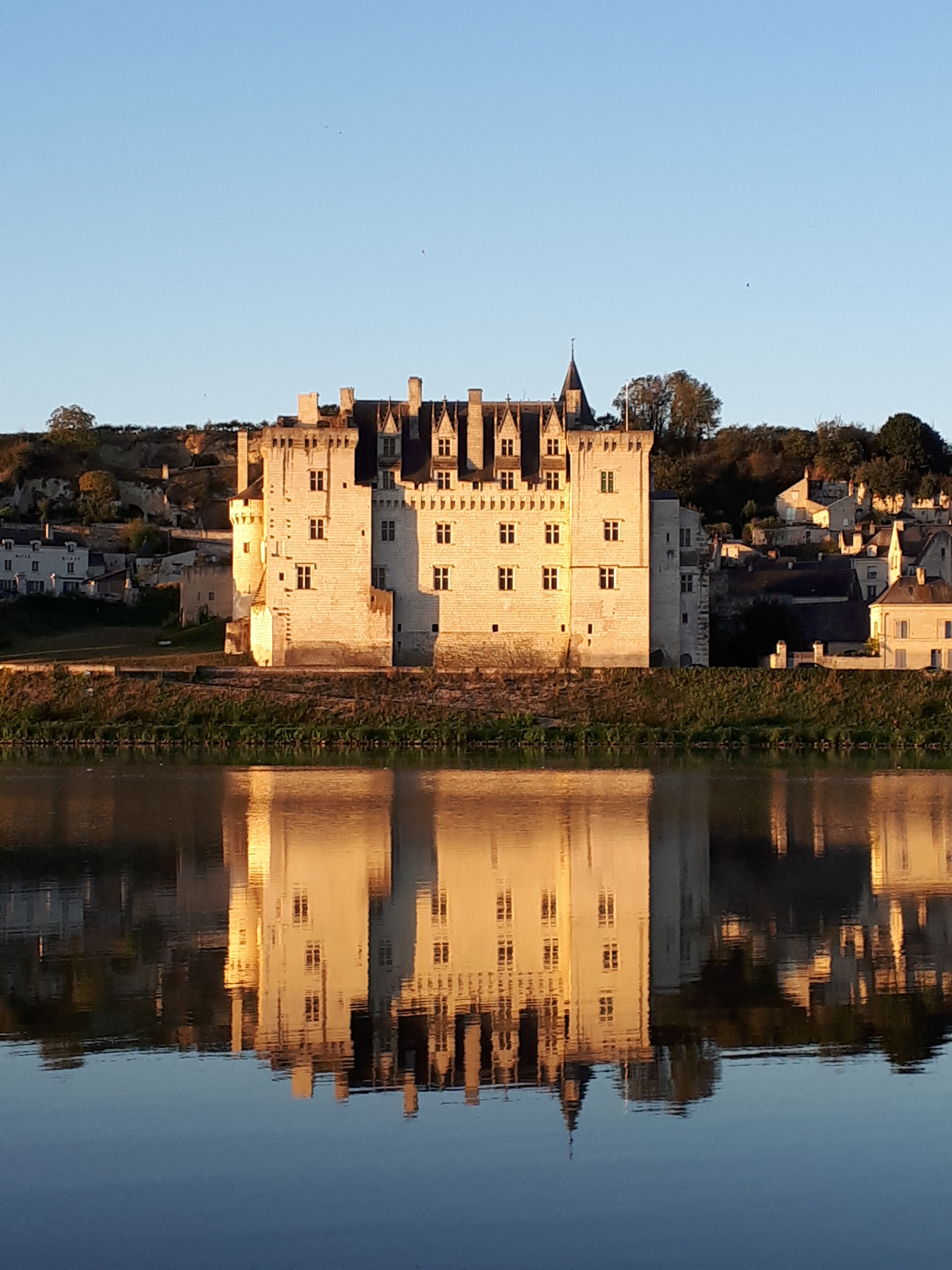
Portul Castelul Montsoreau

### Latină
Numele Montsoreau apare pentru prima dată în 1086 într-un cartular în forma sa latină: Castrum Monte Sorello sau Mons Sorello. Mons sau Monte se referă la un promontoriu stâncos. În ceea ce privește originea și interpretarea numelui Sorello, acestea sunt încă necunoscute, însă, potrivit lui Ernest Nègre, termenul ar însemna „fawn” sau „roșu”. Această rocă, cu siguranță, își datora notabilitatea relativ veche prin faptul că a fost situată direct pe albia Loarei, parțial înconjurată de apele sale în perioadele cu apă mare. În plus, chiar înainte de a fi construită o fortăreață, o clădire administrativă sau de cult a ocupat deja situl încă din epoca galo-romană.

### Literară
În Doamna de Monsoreau (La Dame de Monsoreau), Alexandre Dumas se distrează găsind o origine foarte particulară în numele castelului, făcându-l să derivă din muntele șoarecelui:
| “ | - Ah! pe legea mea, Monseniorul duce de Anjou să aștepte. Omul acesta îmi ațîță curiozitatea. Îl găsesc ciudat. Nu știu pentru ce îțî vin câteodată asemenea idei, prima dată când te întîlnesti cu cineva, nu știu pentru ce mi se pare că voi avea de furcă cu el; și apoi acest nume, Monsoreau - Muntele șoarecelui, reluă Antraguet, iată etimologia; bătrânul meu abate m-a învățat-o azi dimineață: Mons Soricis. | ” |

## Situare

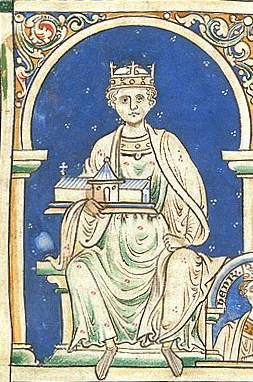
Henric al II-lea al Angliei a pus capăt revoltei organizate de fratele său Geoffroy în timpul asediului din Montsoreau.

### Sat
Satul care astăzi poartă numele de Montsoreau a cuprins inițial două entități:
- Portul de odihnă de lângă pârâu numit Arceau.
- „Rest sub Montsoreau” la poalele dealului, pe malul Loarei, inclusiv castelul.

Denumirea „Rest” provine din latinescul Restis, care înseamnă „net”, cu referire la numeroșii pescari stabiliți în sat. Castelul este construit într-o locație strategică, pe un promontoriu stâncos în albia Loirului, în aval de confluența Loarei și Viennei. A fost construită imediat la marginea Loarei, la poalele dealului, pe malul stâng al râului, cu o bază de tuf natural compusă dintr-o stâncă încă vizibilă în locuri. Acest tip de fundație naturală se găsește destul de des în construcția lucrărilor importante. Poziția topografică pare a fi destul de defavorabilă la nivel defensiv, dar ipoteza conform căreia a existat o movilă castrale într-un loc numit La Motte ar explica invulnerabilitatea cetății anterioare castelului în cursul istoriei. . Într-adevăr, numai Henric al II-lea Angliei preia controlul asupra cetății construite de Falco al III-lea Anjou în cei 450 de ani de existență. Este situat între două văi mici, care izolează o porțiune din platou de aproximativ treizeci de hectare, ale căror apropieri sunt destul de abrupte spre Est și Vest.

### Valea Loarei
Castelul Montsoreau este situat în inima văii Loarei. La nord, Valea Loarei formează o câmpie aluvială situată la aproximativ 30 de metri deasupra nivelului mării, iar malurile sunt adesea supuse inundațiilor și inundațiilor. Pe malul drept, geografia Loarei are multe insule: Île aux Mignons, Île Drugeon, Île Ruesche și Île au Than, situate chiar vizavi de castel. Solurile sunt foarte fertile și potrivite pentru culturi. La sud de râu, un platou de calcar cretacic domină Loira la o altitudine medie de 70 de metri deasupra nivelului mării, fiind utilizat mai ales pentru viticultură. Această tavă este fabricată din tuf turcesc, renumită pentru calitățile sale arhitectonice. Valea Arcului, perpendiculară cu Loira, traversează acest masiv calcaros la nivelul Montsoreau. La sud, mai în amonte, bazinul său hidrografic formează bazinul Fontevraud-l'Abbaye.

### Franța
Istoric, Castelul Montsoreau este situat la răscruce de trei regiuni: Anjou, Poitou și Touraine. Administrativ, castelul este situat în regiunea Pays de la Loire, în departamentul Maine-et-Loire, în apropierea regiunilor administrative Centre-Val de Loire și Nouvelle-Aquitaine, precum și departamentele din Vienne și Indre-et-Loire. Cu autostrada, Castelul Montsoreau este situat la 293 km de la punctul zero al drumurilor de la Franța la Paris. Cele mai apropiate gări sunt Port-Boulet (11 km) și Saumur (17 km). Mai multe aeroporturi permit să ajungă în Montsoreau: Angers-Loire (59 km), Tours Val-de-Loire (74 km), Poitiers-Biard (80 km) și Nantes Atlantique (159 km).

## Istorie

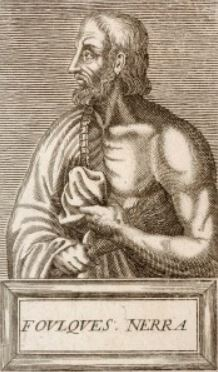
Falco al III-lea din Anjou face din Montsoreau unul dintre primii fortăreți din Anjou.

### Evul Mediu
Prima sursă scrisă care descrie site-ul datează din secolul al VI-lea cu domaine de Restis. A fost transformat într-un castel fortificat de Eudes primul conte de Blois în 990. În 1001, a fost luată de tărâmul Anjou, iar Falco al III-lea Anjou ia dat-o lui Gautier al I-lea Montsoreau. Gautier a aparținut uneia dintre cele mai preeminente familii din Anjou. Astfel, Castrum Monsorelli a devenit unul dintre cele patruzeci de castele fortificate din Anjou și unul dintre puținele care urmau să primească statutul de castel seniorial la începutul anului 1000. Un oraș sa dezvoltat repede în apropierea castelului și în narratio de commendatione Turonice provincie, de Salmon în 1854, situl a fost menționat ca unul dintre oppidis munitissimi et populosis în a doua jumătate a secolului al XI-lea. Dreptul de majorare a impozitelor a fost atestat în surse scrise din secolul al XII-lea.
Când ordinul Fontevraud a fost stabilit în 1101, Abbey Fontevraud a fost supravegheat de Gautier de Montsoreau, care a luat ordine directe de la Contele de Anjou. Soacra lui Gautier, Hersende de Champagne, a fost primul mare preot și co-fondator al mănăstirii cu Robert d'Arbrissel.
Wilhelm IV de Montsoreau se afla pe partea lui Godefroy Plantagenet împotriva fratelui său Henric al II-lea Angliei, viitorul rege al Angliei și soțul Eleanor de Aquitania. Acesta din urmă a asediat castrul și la luat la sfârșitul lunii august 1156, în ciuda fortificației sale. A capturat pe Wilhelm și pe apărătorii săi. Wilhelm IV, totuși, a fost restaurat mai târziu în castel. Un ordin al regelui Henric al II-lea al Angliei (aproximativ 1068) privind proiectul peisagistic al Loirei a fost semnat de Wilhelm de Montsoreau și de fiul său Wilhelm.
În 1450, pentru a-și achita diverse datorii, Ludovic II Chabot și-a vândut domeniile de la Montsoreau și Coutancière la cumnatul său Ioan II de Chambes, care sa angajat să refacă castelul Montsoreau. Un descendent al vechi familiei nobile Angoumois (lângă orașul Angoulême), Ioan II de Chambes a început în serviciul lui Carol al VII-lea al Franței ca esquire în 1426, anii dinaintea celebrului interviu dintre rege și Ioana d'Arc din Castelul Chinon. Baker în șef, Consilier și Chamberlain, a devenit în 1444 "primul maestru al ostelului" regelui; în același timp, el sa asociat cu Jacques Coeur. Ioan II de Chambes a primit o sumă considerabilă de bani datorată lui. El a avut încredere în câteva misiuni diplomatice sensibile și în special a fost trimis în calitate de ambasador la Veneția în 1459 pentru a pregăti o nouă cruciadă. Domniile sale din Montsoreau și Argenton, dar și guvernarea sa de la La Rochelle și Lord Provost și căpitanul din Niort, Talmont-sur-Gironde și Aigues-Mortes, i-au asigurat venituri substanțiale.

### Timpuri moderne
Din 1450 până în 1460, Ioan II de Chambes a jucat din ce în ce mai mult rolul de ambasador. El a fost numit frecvent din Anjou, în timp ce castelul a fost construit. Acești zece ani reprezintă o creștere remarcabilă a influenței sale politice și financiare, inclusiv apropierea de Carol al VII-lea. Mai aproape de Carol al VII-lea al Franței decât de Ludovic al XI-lea, Ioan II de Chambes sa retras treptat din politică din 1461.
Montsoreau a fost demis de protestanți în 1568. Colegiul Sfântă Cruce și fortificațiile orașului au fost distruse. Patru ani mai târziu, Ioan VI de Chambes sa achitat de zel în organizarea Sfântului Bartolomeu Angevine din Saumur și Angers. Baroful lui a fost confirmat de Letters Patent în 1573 și 1575.
După moartea sa în 1575, fratele său Carol de Chambes a devenit contele din Montsoreau, iar anul următor sa căsătorit cu Francisca de Maridor, al cărui nume rămâne atașat la uciderea lui Louis de Bussy d'Amboise.

### Perioada contemporană
Fiica cea mare a lui Bernard de Chambes sa căsătorit cu Ludovic Francis Bouchet, care a murit în 1716, lăsând 400.000 livre de datorii. Cel mai mare fiu al său, Ludovic I de Bouchet, sa căsătorit cu Ioana Pocholle Hamel, care a adus o zestre de 200.000 livres. Vaduva lui Ludovic Francisc II de Bouchet Sourches, marchizul din Tourzel, a vândut castelul și ceea ce a rămas din domeniul Montsoreau după 1804.

#### Secolul al XX-lea
În urma vânzării proprietății, clădirea a fost ocupată de 19 proprietari de case diferite care au remodelate site-ul.
Starea exterioară a clădirii principale este cunoscută prin diverse reprezentări și descrieri făcute în a doua jumătate a secolului al XIX-lea, care reflectă desființarea proprietății. În 1910, castelul se afla într-un stat jalnic, ceea ce a dus la miscarea membrilor Societatii Franceze de Arheologie (Société Française d'Archeologie). Datorită tenacității senatorului Geoffre, care a pledat cu Consiliul General al departamentului Maine et Loire, situația a evoluat favorabil. Departamentul a achiziționat treptat fiecare proprietate după 1913, lucrările de restaurare au fost întreprinse în 1923 și au continuat fără întrerupere până în cel de-al doilea război mondial.
După un nou program de restaurare între 1997 și 2001, la 6 iulie 2001, castelul a fost deschis vizitatorilor cu un son-et-lumiere intitulat "Imaginarii din Loire", care a atras aproximativ 35.000 de vizitatori pe an.

#### Secolul al XXI-lea
În iunie 2015, consiliul Maine și Loire a încredințat cheile castelul Montsoreau colecționarului francez de artă contemporană, Philippe Méaille, pentru a crea un muzeu al artei contemporane. Méaille a deschis publicul în aprilie 2016 la Muzeul de Artă Contemporană - Castelul Montsoreau. Colecția sa reprezintă cea mai mare colecție de artă din lume de către artiștii conceptuali Art & Language. Muzeul de Artă Contemporană - Castelul Montsoreau organizează numeroase evenimente pe tot parcursul anului: expoziții temporare, conferințe și simpozioane. Colecția sa este împrumutată în mod regulat muzeelor internaționale sau naționale (Centrul Georges-Pompidou din Paris, MACBA din Barcelona, Muzeul Guggenheim din Bilbao, Centrul de Creație Contemporană Olivier Debré (CCCOD) din Tours), precum și pentru expoziții tematice (la mai 1968 cu „Uprisings” la Muzeul Jeu de Paume din Paris și „Luther und die Avant Garde” din Wittenberg).

## Galerie

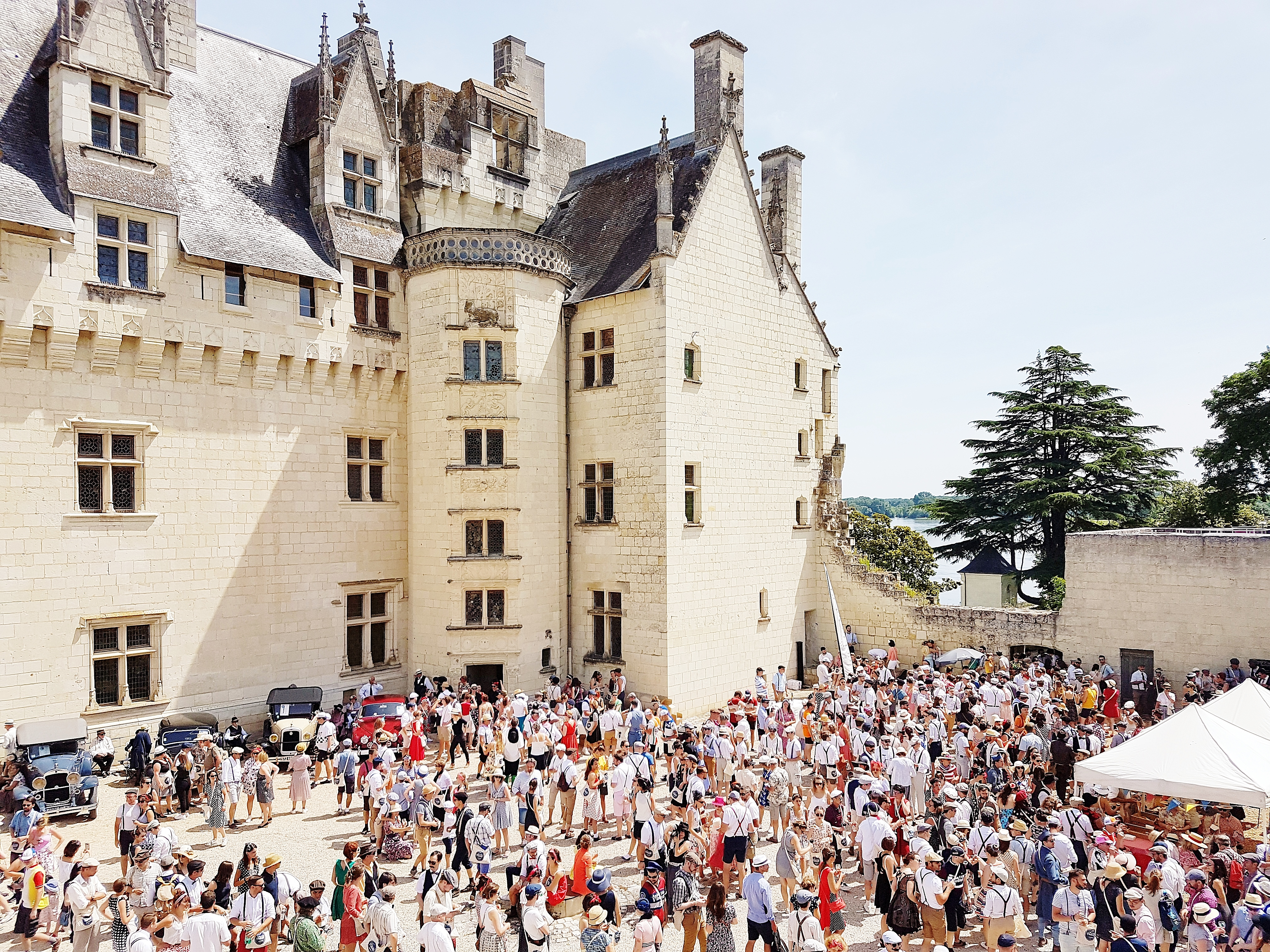
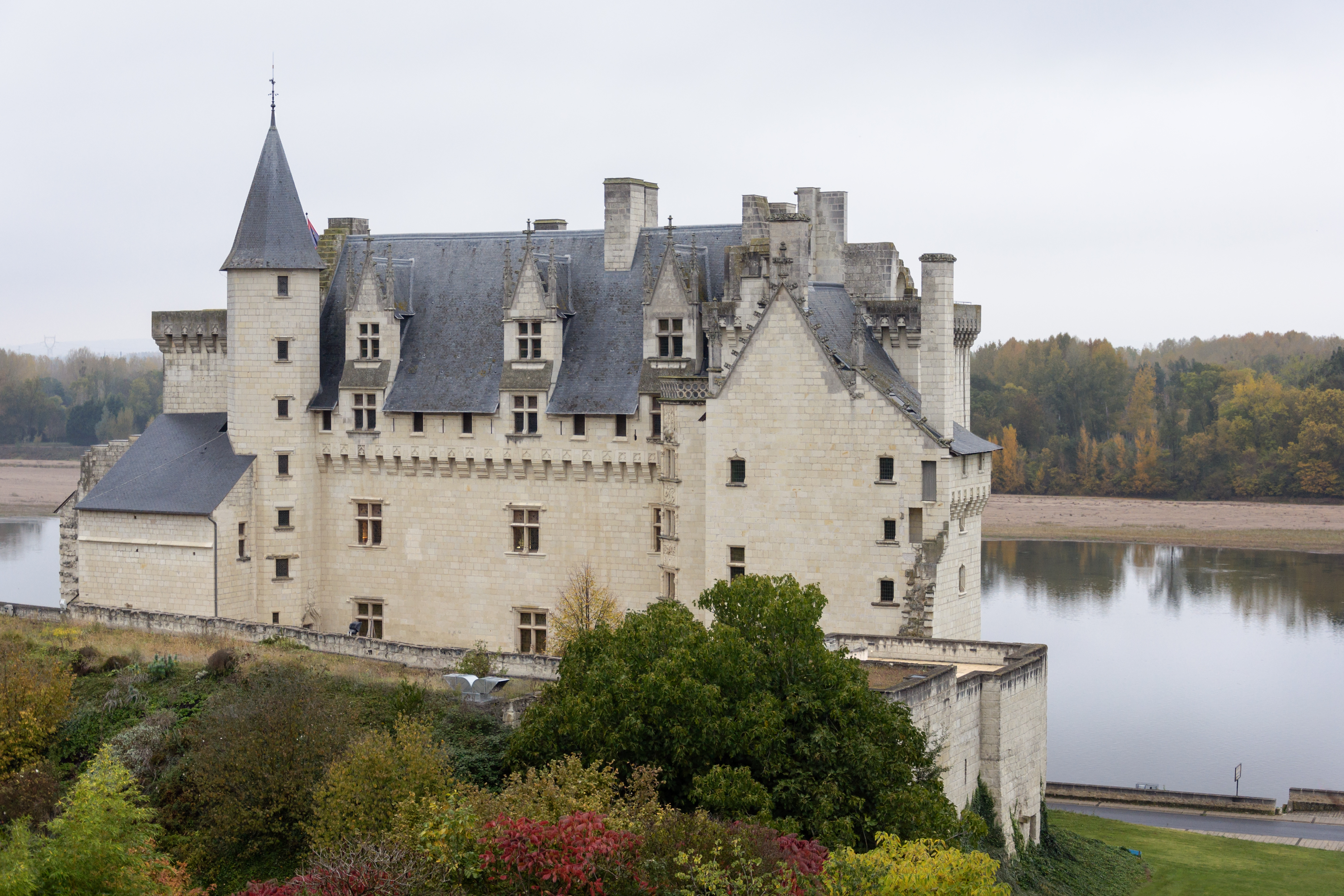
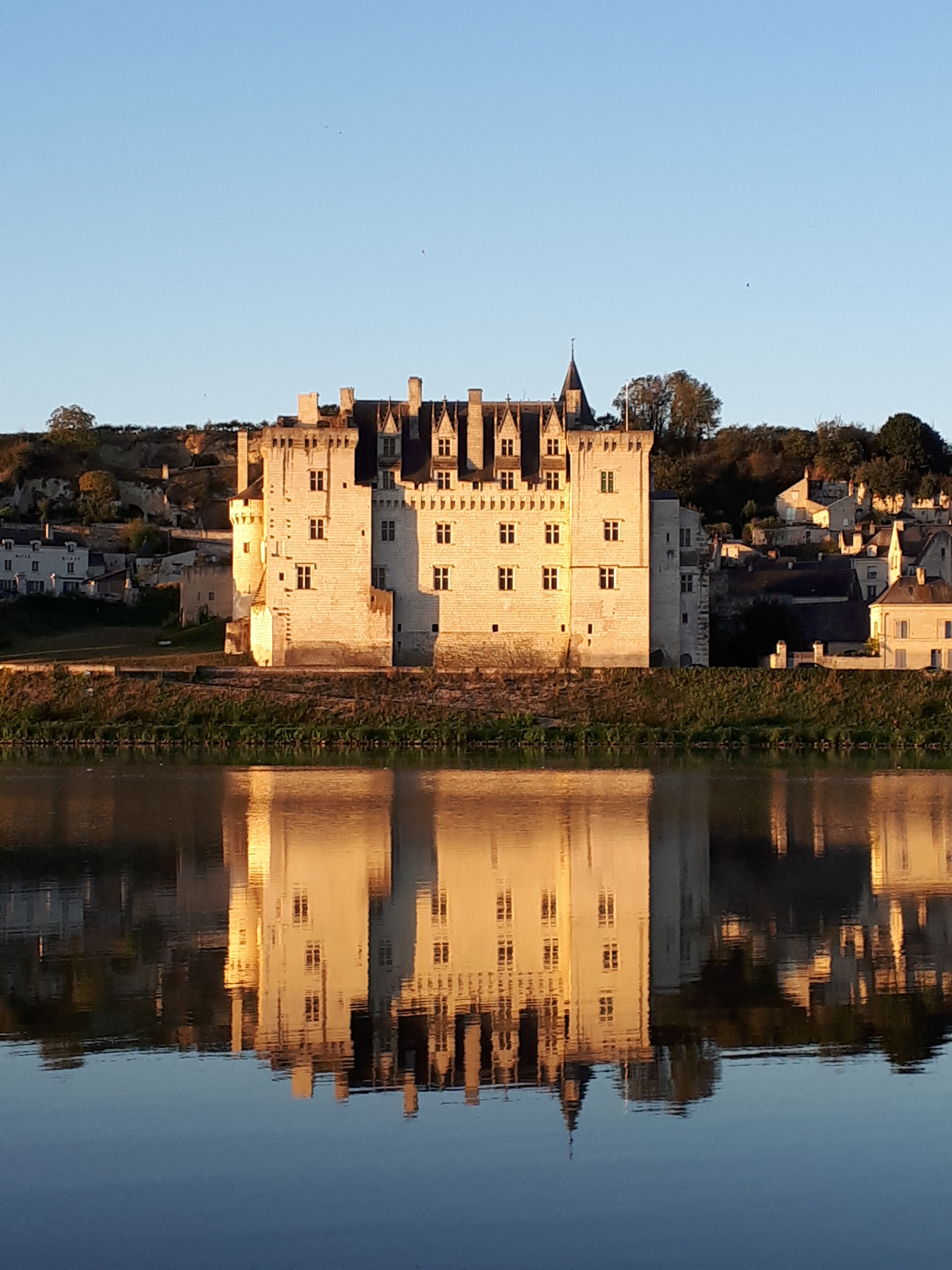
Muzeul de Artă Contemporană - Castelul Montsoreau
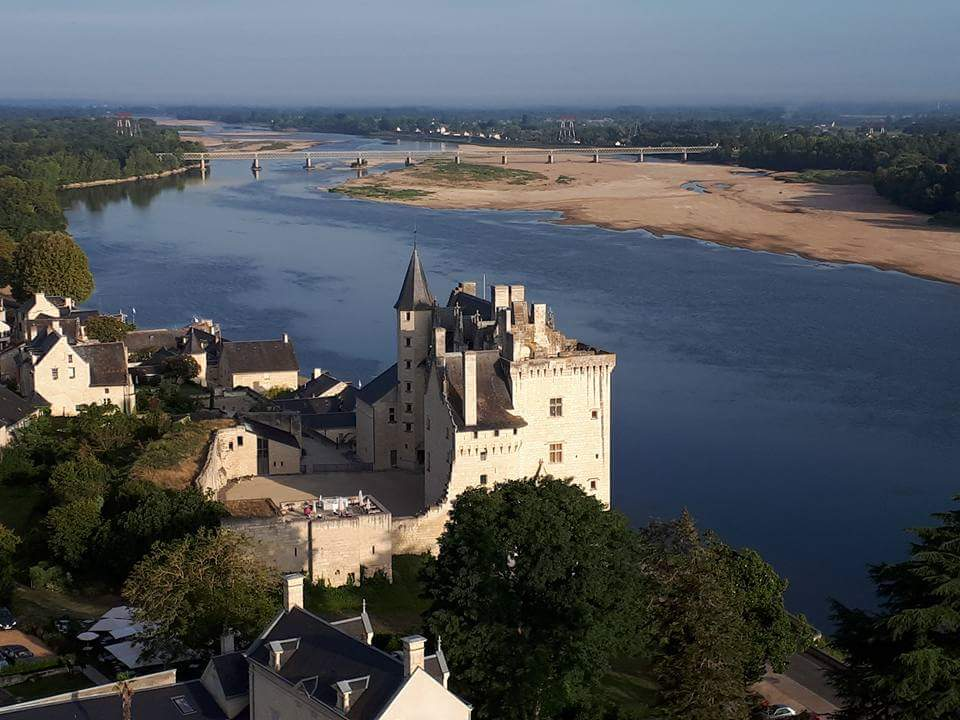
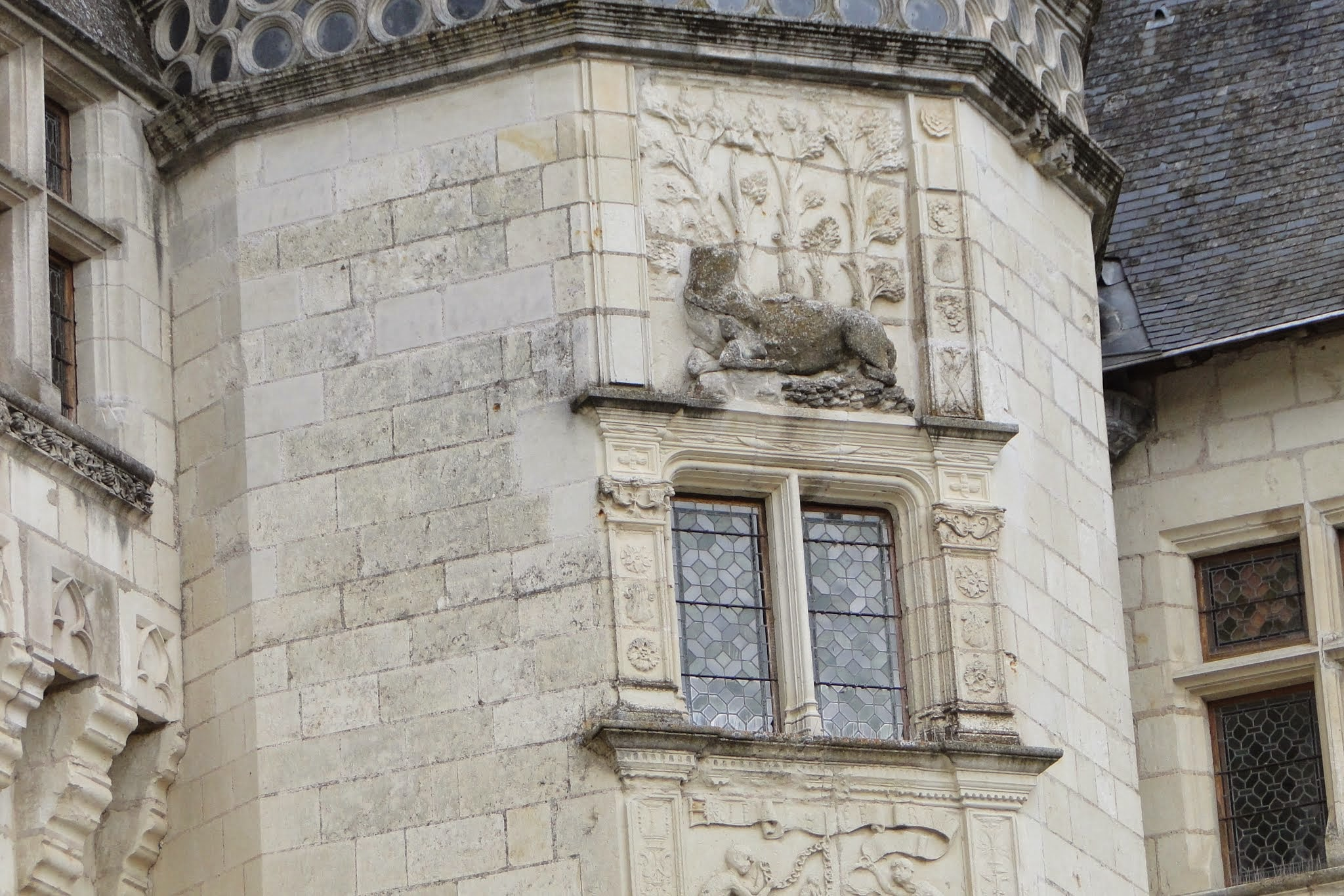
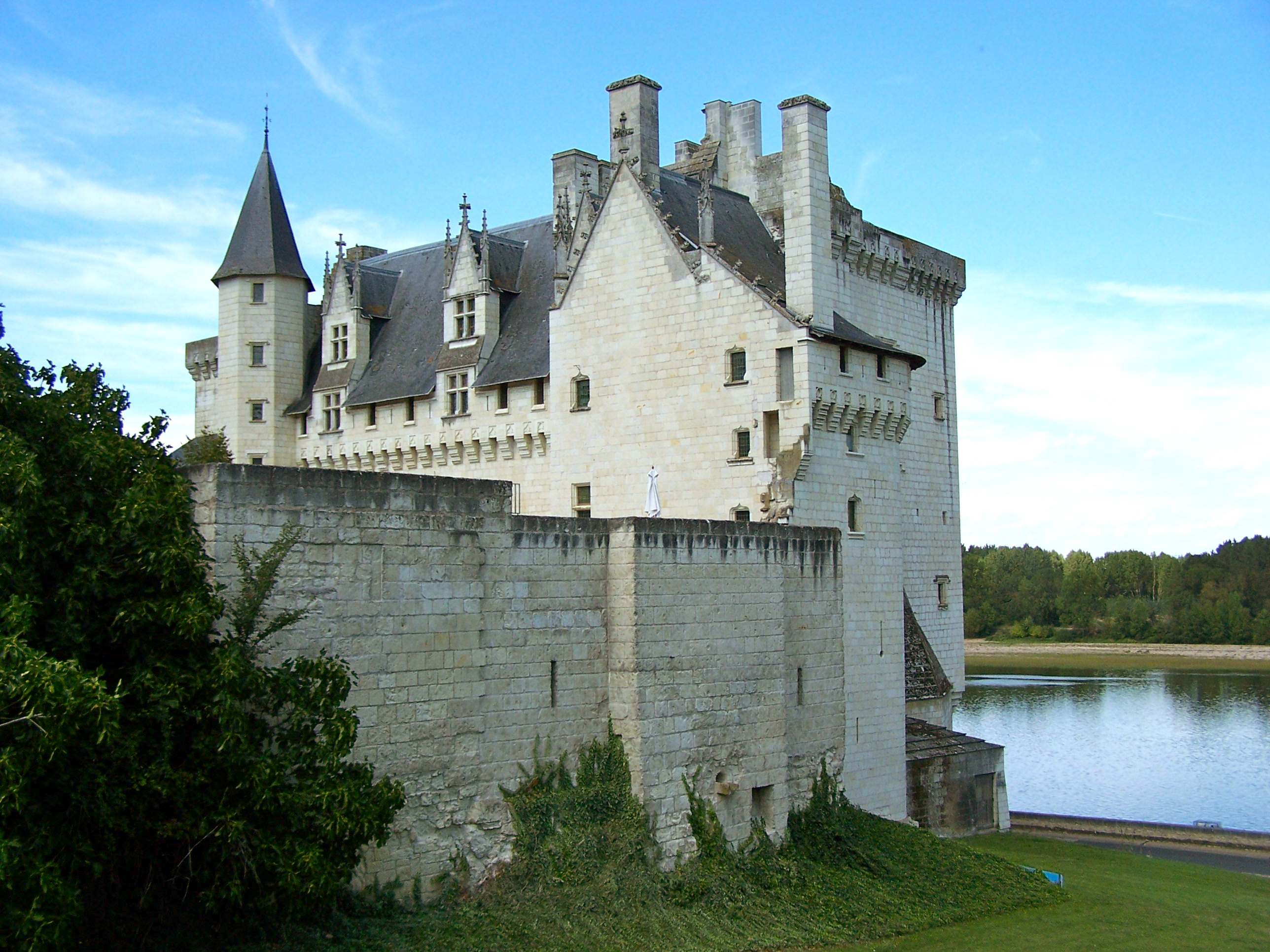
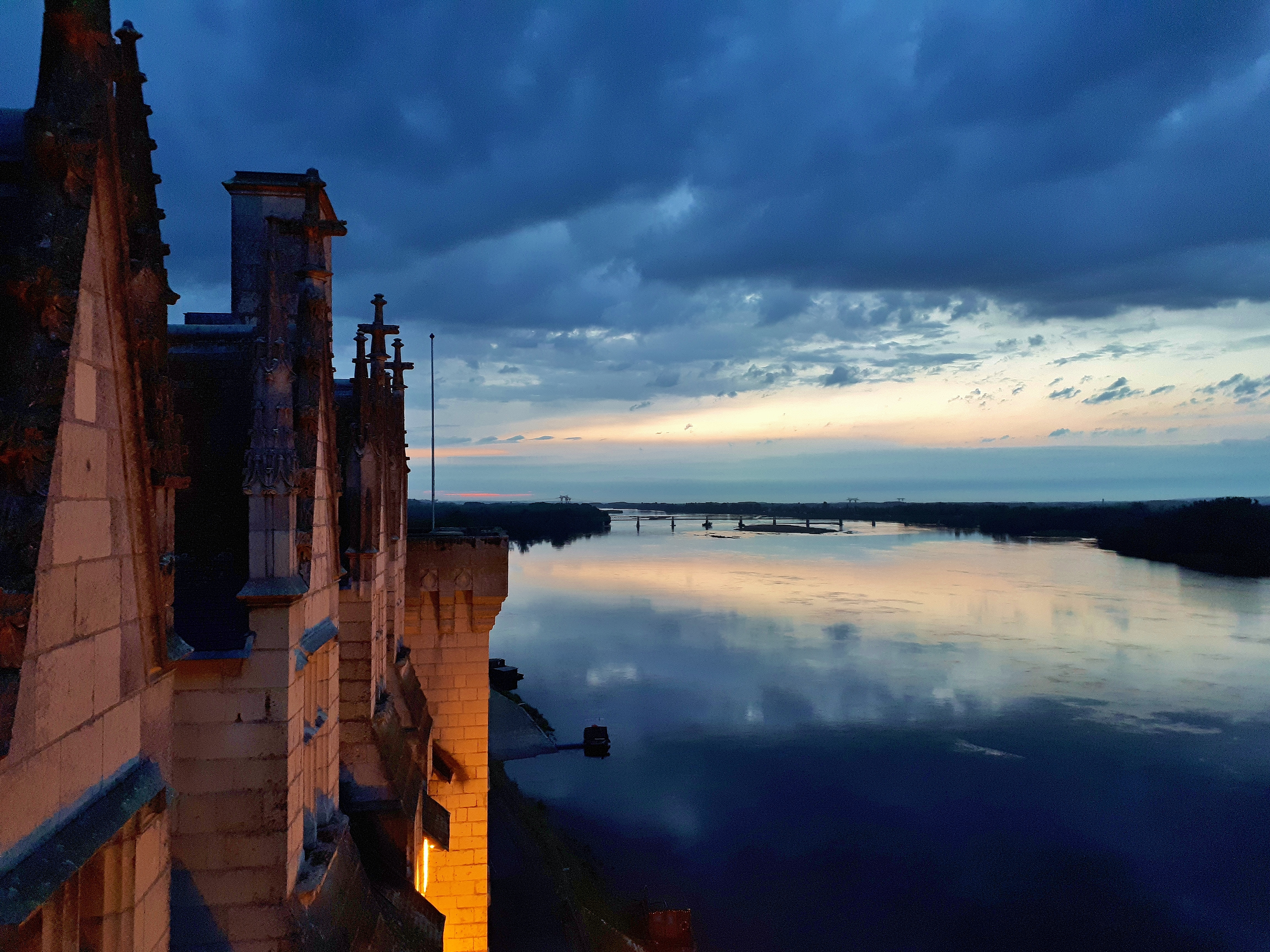
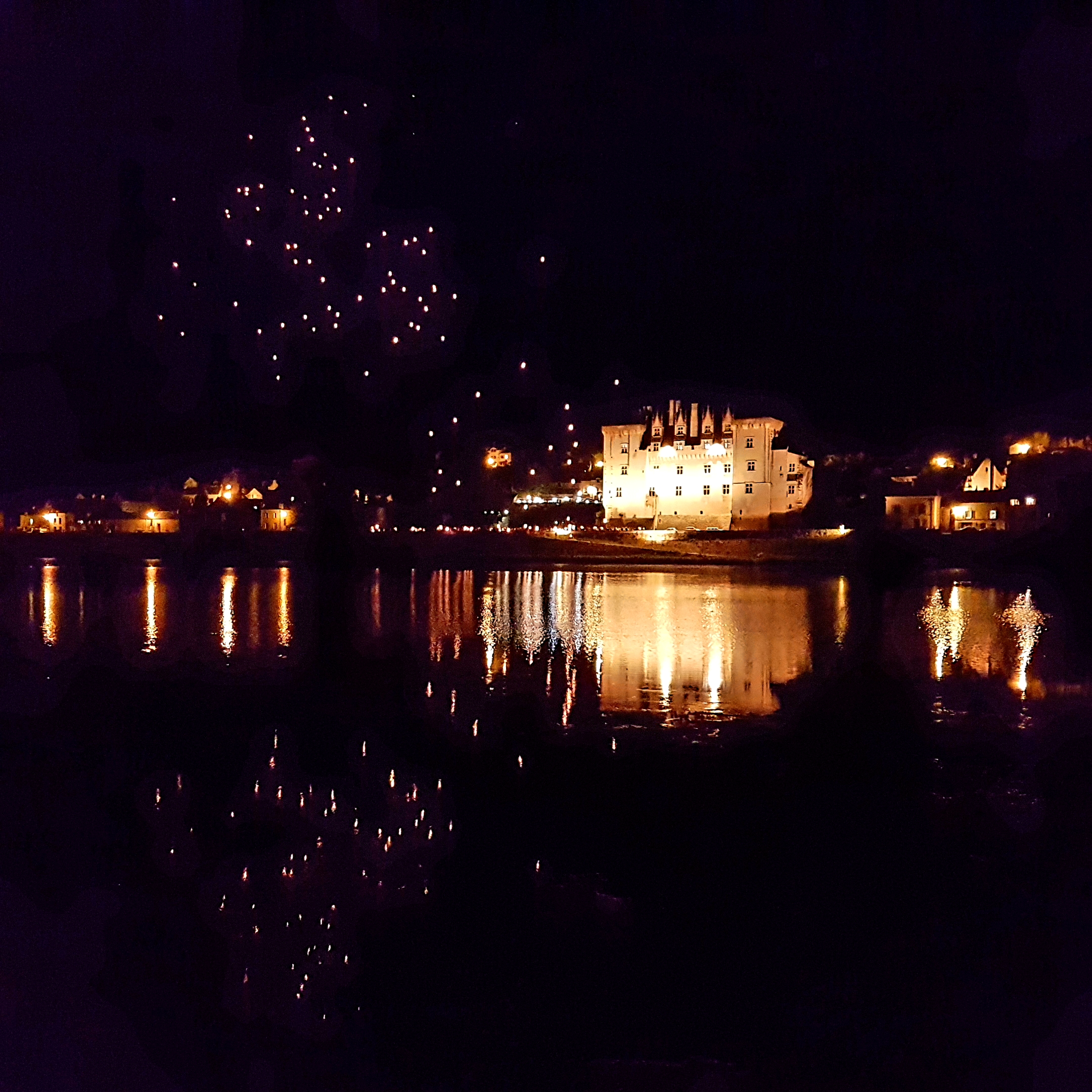

## Geografie: situl și mediul său natural
Castelul Montsoreau se află într-o poziție strategică, la convergența a două râuri, Loara și Vienne, precum și la intersecția a trei regiuni politice istorice Anjou, Poitou și Touraine. Este situat într-o regiune protejată la nivel național, Parcul Natural Natura Loire-Anjou-Touraine.
Castelul a fost construit direct în patul râului Loara, la poalele dealului, în tufa - piatra de pat locală, încă vizibilă în multe locuri. Multe proprietăți locale sunt construite din această piatră și într-adevăr există multe case locale construite în dealuri și în peșterile locale. Poziția sa topografică se consideră a fi impregnabilă din punct de vedere militar, deoarece este situată între două văi mici pe un platou de circa treizeci de hectare, cu pante abrupte spre est și vest.

## Arhitectură

### Descriere
Ioan II de Chambes a construit Castelul Montsoreau în 1455. Clădirea marchează trecerea de la arhitectură militară la arhitectură pentru plăcere, așa cum arată ferestrele mari, numeroasele coșuri de fum și atenția acordată problemelor de salubritate. Locuința centrală a castelului a fost construită direct pe malurile Loarei. În mod obișnuit, două aripi drepte, care arătau ca două turnuri pătrate care încadrau clădirea principală, au fost construite câțiva ani mai târziu, într-o vreme când turnuri rotunde erau de obicei construite. Această alegere ciudată prefigurează pavilioanele de colț ale arhitecturii clasice. O scară spirală a existat probabil în fața scării renascentiste actuale.

### Nașterea arhitecturii renascentiste
Castelul Montsoreau este, împreună cu hotelul Jacques Coeur din Bourges (în jurul anului 1443) și castelul Châteaudun (în jurul anului 1460), unul dintre cele mai vechi exemple ale acestei arhitecturi orientate spre plăcere. Într-adevăr, clădirea principală este ușor de datat, deoarece două pașapoarte regale din 1455 menționează transportul plumbului și scândurilor din lemn ca parte a lucrării. Prioritatea acordată iluminării și organizării interioare a casei, în detrimentul circulației defensive raționale, precum și a sistemului de lucarne original, atestă dorința de a echilibra confortul și estetica interioară. Un alt punct culminant al castelului este turnul renascentist. Structura decorației punctată de cornișele bine marcate, stâlpii stângaci, tăiați cu majuscule, tratamentul motivelor care ies în evidență în cadre goale nu se apropie cu adevărat de exemplele cunoscute ale primei Renașteri franceze.
Inserată în colțul drept al fațadei din curte, turela octogonală, formând o tranziție între arta gotică și Prima Renaștere, este caracteristică sfârșitului stilului Ludovic XII. Scara sa în spirală servește primul și al doilea etaj al castelului. Este încununat cu o balustradă formată din două rânduri de coroane de tuf, închise de plăci de ardezie circulară și se termină cu o frumoasă boltă de palmier, ale cărei opt coaste se încadrează pe o coloană centrală care se extinde miezul scări. Este unul dintre doar patru exemple de acest tip de boltă cunoscute în Anjou, cu castelul regelui René din Baugé, casa Barrault din Angers și primăria din Saumur. La exterior, ușa, în formă de mâner de coș, este înconjurată de patru ferestre suprapuse, ale căror laturi, încadrate de stâlpii decorați, accentuează momentul vertical. De inspirație italiană, decorul include medalioane și uneori modele complexe. Banda de deasupra ferestrei inferioare are o față de medalion, încadrată în putti. Deasupra celei de-a doua ferestre o cască este înconjurată de frunziș; un steag poartă inscripția „Chambes Cree”, o aluzie la constructorul castelului. Amenajarea celei de-a treia ferestre prezintă o scenă deosebit de curioasă: sub o bandă largă desfășurată în partea superioară, două maimuțe se confruntă de o parte și de alta a unei reprezentări enigmatice: una dintre animale ridică, la folosind un lanț, o piatră pe care este instalată o maimuță mică. Pe casetă puteți citi motto-ul Chambes „Je le feray”. În cele din urmă, fereastra înaltă poartă deasupra cornișei sale un cerb în repaus, simbol de vânătoare.
Prezența scoicilor pe șnur și pe pilastri face posibilă precizarea ipotezei potrivit căreia scara ar fi putut fi construită cu ocazia căsătoriei Annei de Laval cu Philippe de Chambes, sărbătorită în 1530, dar asemănările observate cu decorul pavilionului de intrare al castelului Gaillon ar argumenta mai degrabă în favoarea unei date mai vechi.

### Compoziția generală
Clădirea este situată paralel cu râul, pe marginea nordică a stâncii care servește ca bază. Se compune dintr-o clădire principală, flancată, la nord, de două pavilioane pătrate înalte și, la sud, de două turle de scară care sunt înscrise în unghiurile inițiate de două aripi scurte. Spre est, un zid leagă acest complex de resturile unui alt turn pătrat, odată la fel de ridicat ca cele anterioare. Spre vest se afla intrarea în curte: un document din anii 1636-1640 arată un pasaj îngust acoperit într-un pavilion și precedat de un pod de legătură, conectat la casă printr-o perdea îngrenată. Curtea are o fântână centrală. O vizită la gropă vă permite să observați rămășițele unui zid medieval în mare parte prăbușit, sprijinit pe un terasament de pământ. În spatele peretelui este, de asemenea, acoperit de o masă solidă de pământ care a fost străpunsă de beci care alterează stabilitatea întregului. Dincolo de gropi, spre vest, rămân câteva elemente din curtea fermei, inclusiv corpul de intrare. Acesta are vedere la Place des diligences și se remarcă printr-o frumoasă scândură de lemn din secolul al XVI-lea, lângă o locuință construită în a doua jumătate a secolului al XV-lea altoită pe o clădire mai veche. O clădire lungă, datând și de la sfârșitul Evului Mediu, se sprijină spre nord pe contraforturi solide: conținea inițial grajdurile, o locuință și un hambar transformat în școală și locuință. Altitudinile includ câteva caracteristici remarcabile. Cea mai importantă este, fără îndoială, dispunerea machicolărilor care se desfășoară la înălțimea deasupra corpului central și a turnurilor de pe toate fețele locuinței, inclusiv în curte. Continuă pe cele două turnuri, pasarela corpului principal este întreruptă de lucarne și este astfel împărțită în segmente izolate, uneori foarte scurte (1,7 până la 7 m). Lucarne impun acest aspect original. Căutarea luminozității și ordinea fațadei au avut prioritate asupra aspectului pur defensiv și funcțional al drumului acoperit. Față de râu, fațada nordică pare mai impresionantă și mai severă, deoarece constă dintr-un prim etaj de beci străpunse cu ferestre mici. Cu toate acestea, această fațadă este larg deschisă la fiecare etaj prin șase ferestre mari, organizate aproximativ în palete.
Parterul și pivnițele din curte permit controlul navigației pe Loara. Una din aceste camere are acces direct la râu. Scara principală din partea stângă duce la locuința de la parter și la salonul de la primul etaj. Această cameră foarte luminoasă, aprinsă de cinci ferestre și cu o lungime de șaptesprezece metri, este încălzită de două șemineuri monumentale.
Camerele mici înconjoară locuința și arată tranziția între zonele publice și cele private. În 1473, Ioan III de Chambes a succedat tatălui său. A construit un turn de scară renascentist cu un arbore poligonal, acoperit de o terasă. Pașii conduc la o boltă în formă de palmier, în formă de palmier, de opt colțuri, destul de asemănătoare cu cele găsite în locuința lui Angers Barrault și primăria din Saumur. Scările sunt decorate cu pilaștri care se învecinează cu ferestrele; medalioane, putti și candelabre purtate de labele leului.

## Castelul Montsoreau în arte

### Literatură

#### François Rabelais

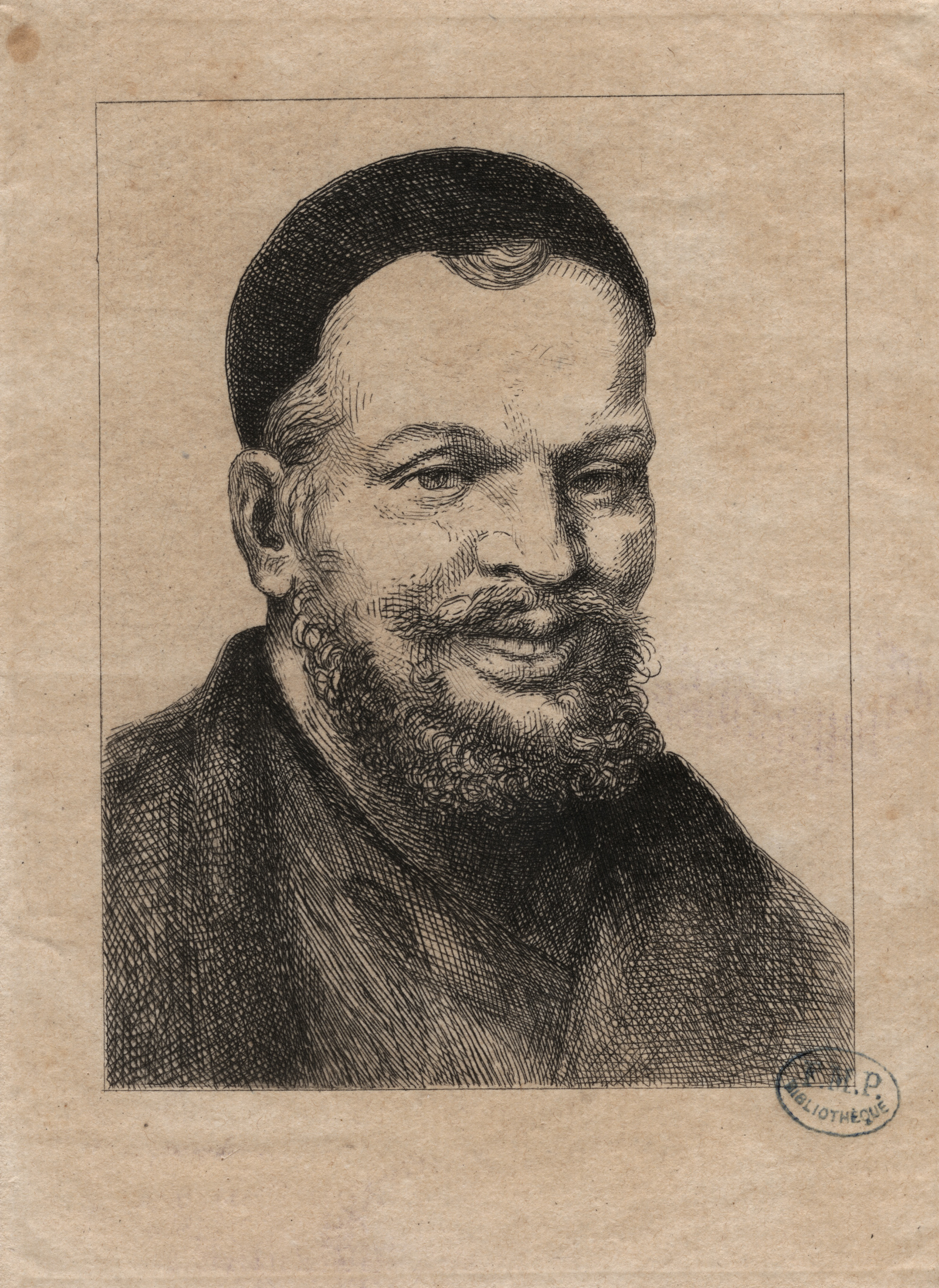
François Rabelais

Numele de Montsoreau apare de mai multe ori în capodopera lui François Rabelais, Gargantua. Registrele care furnizează informații cu privire la măsurătorile Gargantua se află în Camera de Conturi din Montsoreau. De asemenea, în Montsoreau Gargantua învață să înoate în timp ce traversează râul Loira. După victoria sa asupra lui Picrochole, regele care atacă regatul Grandgousier, Gargantua, îi oferă lui Montsoreau Ithybole drept recompensă.

#### Alexandre Dumas

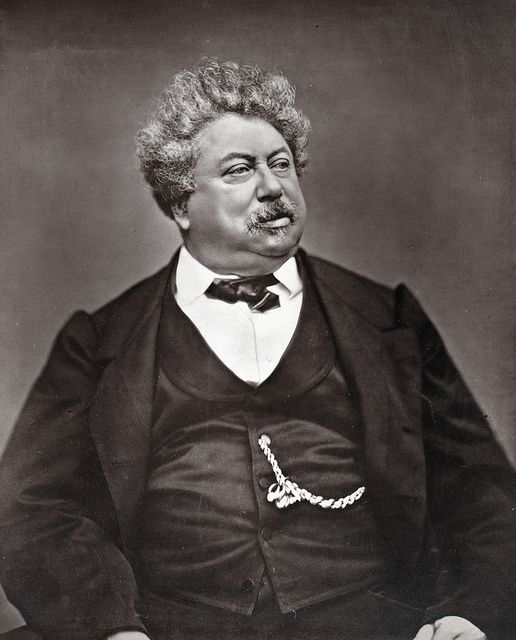
Alexandre Dumas

Castelul Montsoreau a fost imortalizat de Alexandre Dumas în Doamna de Monsoreau (La Dame de Monsoreau), un roman scris între 1845 și 1846. Acest roman are ca fundal Castelul Montsoreau și face parte din trilogia lui Alexandre Dumas despre războaiele religioase, împreună cu La Reine Margot și Les Quarante-cinques.
Alexandre Dumas, ca de obicei, dezvoltă istoria Franței într-un mod liber, într-un mod romantic. Montsoreau, scris Monsoreau în scopurile poveștii, nu apare în La Reine Margot, ci este prezent în celelalte două părți ale saga. Această trilogie a Valois permite lui Dumas să reunească marea Istorie și mica istorie, introducând, de la Doamna de Monsoreau, trei personaje importante din curtea Franței, Ludovic de Bussy d'Amboise, Francisca de Maridor (Diana de Méridor, doamna de Monsoreau) și Carol de Chambes (contele de Monsoreau), amintind astfel importanța domniei Montsoreau la mijlocul secolului al XVI-lea și rolul central pe care Ioan IV de Chambes l-a jucat în executarea Angevin Saint-Barthélémy. Într-adevăr, această figură istorică este descrisă într-un mod terifiant de Dumas. Povestea de dragoste dintre soția sa, Diana de Méridor și Bussy, este o ocazie pentru Dumas de a descoperi această figură istorică, autorul masacrului din Angers și Saumur protestativi. Zelul său a permis, de asemenea, domniei Montsoreau, până atunci o baronie, să fie ridicat de regele Franței la rangul de județ. El execută astfel cu rapiditate iubitul soției sale. Romanul are loc în principal la Paris și Anjou.
Doamna de Monsoreau este un roman istoric care amestecă două intrigi:
- O poveste de dragoste între Ludovic de Clermont d'Amboise, senior de Bussy (cunoscut ca Bussy d'Amboise) și Diana de Méridor, soția contelui de la Montsoreau.
- O intrigă politică privind politica și problemele religioase sub regele Henric al III-lea al Franței, inclusiv rivalitatea cu fratele său, Francisc de France, duce de Alençon și apoi duce de Anjou, un personaj fascinant dar fără onoare.

#### Gustave Flaubert

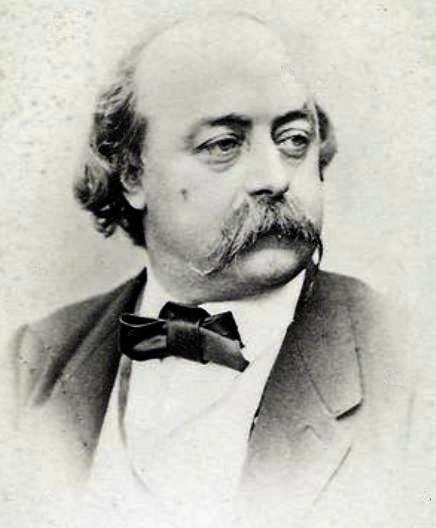
Gustave Flaubert

În romanul lor Pe câmpuri și după greve (Par les champs et par les grèves), Gustave Flaubert și Maxime Du Camp povestesc călătoria lor la Montsoreau, la 8 mai 1847:
| “ | L’Anjou miroase a Italia. Este această amintire? odihnă de influență? sau efectul Loarei blânde, cea mai senzuală dintre râuri? [...] În Montsoreau, facem stânga și luăm pârtia care se întinde spre Saumur, între Loire și dealuri. [...] Așa că mergem mai departe, veseli și îngrijorați, vorbăreți și tăcuți, cântând și fumând; a fost pentru noi una dintre acele zile care fac viața să iubească, una din acele zile în care ceața se răspândește puțin pentru a dezvălui un colț al orizontului luminos. | ” |

.

### Cinema
- 1909: La Dame de Monsoreau (Signora di Monsoreau, film produs de Mario Caserini
- 1923: La Dame de Monsoreau, film mut francez de René Le Somptier
- 1971: La Dame de Monsoreau, film difuzat de Yannick Andréi, cu Nicolas Silberg (Bussy d'Amboise), Karin Petersen (Diane de Meridor), Francois Maistre (Contele Brian de Montsoreau), Michel Cetron (Chicot) Gerard Berner Anjou) și Denis Manuel (regele Henric al III-lea).
- 2009: La Dame de Monsoreau, emisiunea TV realizată în 2006 de Michel Hassan, cu Esther Nubiola (Diane de Meridor), Thomas Jouannet (Bussy de Amboise), Anne Caillon (Dutchesse de Guise). Difuzat la TV pe France 2 la 26 august 2009.

### Arte plastice

#### Secolul al XVIII-lea

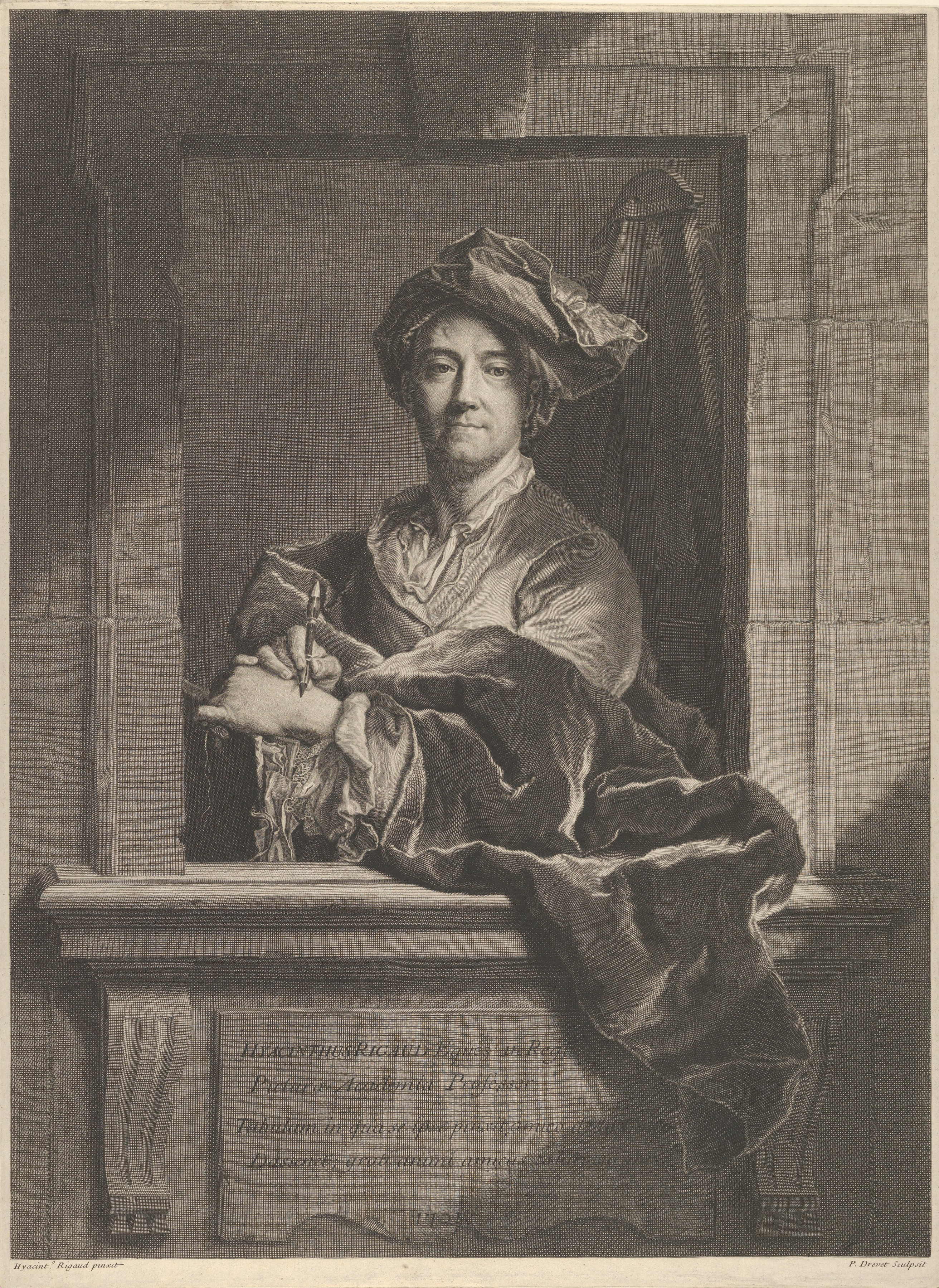
Hyacinthe Rigaud

În timpul trecerii de la castelul Montsoreau la familia Sourches, familia Montsoreau va fi imortalizată de mai multe ori de către artiști ilustri din secolul al XVIII-lea. În catalogul motivat de pictorul Hyacinthe Rigaud, există patru portrete ale membrilor familiei Montsoreau, doi ai lui Ludovic I din Le Bouchet de Sourches, una dintre sora sa Maria-Ludovica și una din Jeanne-Agnès-Thérèse Pocholle du Hamel. Există, de asemenea, un tablou de Nicolas de Largillierre,  Contesa de Montsoreau  (1714), păstrat la Muzeul de Artă din Dallas, un tablou de François-Hubert Drouais,  Marchizul Sourches și familia sa  (1756), păstrat la Palatul Versailles, și un tablou de Ludovic Carrogis Carmontelle, cunoscut sub numele de Carmontelle,  Monsieur le Marquis et Madame la Marquise de Montsoreau  (1780), păstrat la castelul Chantilly, Muzeul Condé.

#### Secolul al XIX-lea
În secolul al XIX-lea, structura masivă a castelului de la Montsoreau se ridica direct pe malurile Loarei, starea clădirii care începea să scadă, precum și amenajarea dramatică a confluenței celor două râuri majore care sunt Viena și Loira, inspiră artiști romantici și preimpresionisti în călătoria lor prin Loire.

##### Joseph Mallord William Turner

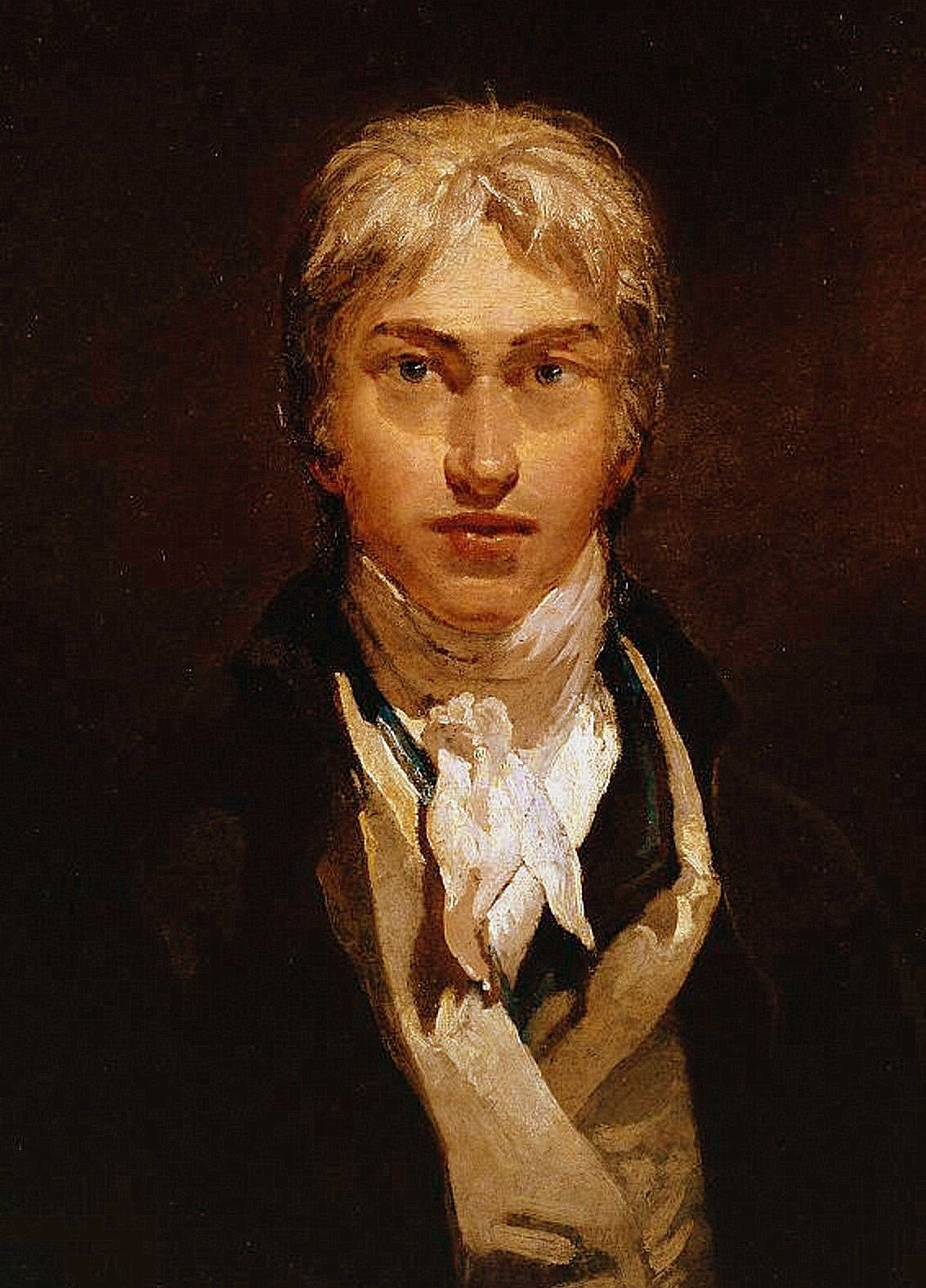
Joseph Mallord William Turner

În octombrie 1826, William Turner a făcut o scurtă ședere pe malurile Loarei și a făcut douăzeci și una de vederi asupra râului. Acesta va imortaliza castelul Montsoreau luând ca cadru imensitatea decorației confluenței Viennei și Loarei. Această acuarelă păstrată la Ashmolean Museum din Oxford a fost totuși gravată în 1832; o copie este păstrată la Castelul Montsoreau.

##### Auguste Rodin

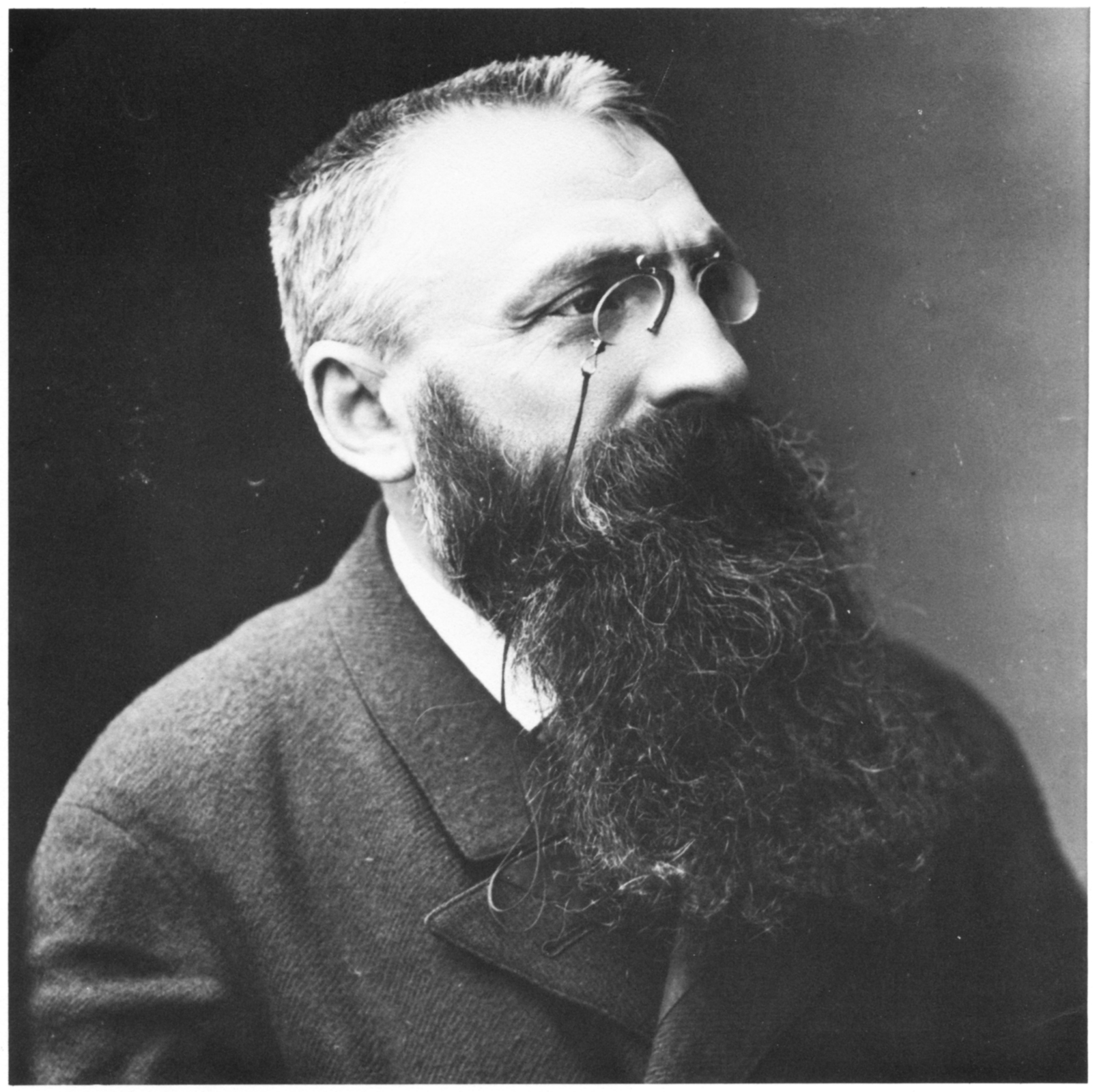
Auguste Rodin

Auguste Rodin, un mare iubitor al arhitecturii clasice, nu a ezitat să reinstaleze pavilionul Expoziției Universale (căruia i-a adăugat un portic recuperat din castelul Issy) pe înălțimile Meudon, în 1895. Doi ani mai târziu, în jurul anului 1897, fascinat de arhitectura castelului Montsoreau, el desenează o vedere idealizată asupra fațadei de nord atunci când este practic deja în ruine.

### Teatru și operă
Doamna de Monsoreau este adaptată în cinci acte și zece tablouri, de tatăl Alexandre Dumas și Auguste Maquet, pentru a fi interpretate la Théâtre de l’Ambigu. Premiera va avea loc pe 19 noiembrie 1860 cu Jules-Henri Brésil în rolul principal al contelui de Montsoreau și Étienne Mélingue în rolul lui Chicot. Această piesă va fi interpretată de teatrul Porte Saint-Martin din Paris.
Este de remarcat faptul că o operă a fost creată din Doamna de Monsoreau. Broșura a fost scrisă de Auguste Maquet, un colaborator fidel al lui Dumas, iar muzica a fost scrisă de Gaston Salvayre. Această operă a fost comandată de la Gaston Salvayre de Opera de la Paris și prima sa interpretare publică dată la Opéra Garnier la 30 ianuarie 1888. Această operă nu va avea succesul scontat și va fi interpretată doar de opt ori.

### Cultura populară
În 2019, revista britanică All About History și-a publicat clasamentul dintre cele mai frumoase 101 castele din lume (101 World’s Greatest castles) și a clasat castelul Montsoreau cu numărul 53.
La fel ca în cazul altor castele din Loira, cum ar fi Chambord, Amboise și Chenonceau, un premiu de curse de cai (premiul Montsoreau) îi este dedicat în timpul curselor la cursa de curse din Vincennes.